# Pagmanella
Pagmanella és un gènere d'arnes de la família Crambidae. Conté només una espècie, Pagmanella heroica, que es troba a l'Afganistan.